# Prisión de Oulu
La Prisión de Oulu (en finés: Oulun vankila; anteriormente conocida como la Prisión Provincial de Oulu) es una cárcel ubicada en el barrio de Myllytulli en Oulu, una localidad de Finlandia. Hay espacio para 80 reclusos en la cárcel, de los cuales diez están reservados para las reclusas. La población media de prisión en 2012 fue de 87 prisioneros. El edificio principal de la cárcel se completó en 1885 y fue diseñado por el arquitecto Ludvig Isak Lindqvist. Los primeros prisioneros fueron trasladados a la prisión el 25 de julio. El muro de la prisión se hizo por primera vez de la madera, hasta que fue sustituido por el muro de hormigón actual en 1914.